# 아이 엠 마더 (2018년 영화)
《아이 엠 마더》(I AM MOTHER)는 2018년 개봉한 영화이다. 원제목은 'Peppermint'(페퍼민트)이다.
아이 엠 마더(페퍼민트,Peppermint)는 피에르 모렐(Pierre Morel)이 감독하고 제니퍼 가너(Jennifer Garner)가 주연한 2018년 미국 자경단 액션 스릴러 영화이다. 또한 존 오티즈(John Ortiz), 존 갤러거 주니어(John Gallagher Jr.), 주안 파블로 라바(Juan Pablo Raba) 및 타이슨 리터(Tyson Ritter)를 주변 캐릭터들로하는 이 음모는 남편과 딸을 죽인 마약갱단 카르텔에 대한 복수에 나선 어머니에 초점을 두고 스토리가 이어진다. 이 영화는 2018년 9월 7일 미국에서 발매되었다. 전세계에서 5천 2백만 달러의 수익을 올렸으며 비평가로부터 일반적으로 부정적 평가를 받았지만 가너의 배역소화에 대한 성과는 높이 평가되었다.
제작사는 레이크쇼어 엔터테인먼트이다. 배급사는 STX 엔터테인먼트이다.

## 출연

### 주연
- 제니퍼 가너: 라일리 노스 역

### 조연
- 존 갤러거 주니어: 스탠 카마이클 형사 역
- 애니 이론제: FBI 요원 리사 인먼 역
- 존 오티즈: 모이세스 벨트란 형사 역
- 후안 파블로 라바: 디에고 가르시아 역
- 제프 헤프너: 크리스 노스 역
- 케일리 플레밍: 칼리 노스 역
- 제프 할란: 스티븐슨 판사 역
- 마이클 모슬리: 헤더슨 변호사 역
- 이안 캐슬베리: 코르테즈 역

### 단역
- 에린 캐러펠: 의사 역
- 펠 제임스: 페그 역
- 조니 오르티즈: 토레스 역
- 리처드 카브랄: 살라자 역

## 기타
- 사운드슈퍼바이저: 프레드릭 두보이스
- 미술: 램지 에이버리
- 세트: 로리 마저
- 의상: 린지 맥케이
- 배역: 디애너 브리지디
- 수입:  퍼스트런

## 수상
- 2018년 제44회 도빌 아메리칸 영화제 후보 프리미어 부문
- 2019년 제39회 골든 라즈베리 시상식 후보 최악의 여우주연상

## 같이 보기
- 테이큰